# Tars-Dallyar
Tars-Dallyar è un comune dell'Azerbaigian situato nel distretto di Şəmkir.